# 埃及第七王朝
埃及第七王朝標誌著公元前22世紀初第一中間期的開始，但其實際存在受到爭議。關於第七王朝的唯一歷史記載出現在曼涅托的《埃及史》中，這是一部寫於公元前3世紀的埃及史，其中第七王朝本質上作為混亂的隱喻出現。由於除了馬內托的記述外，對這個王朝幾乎一無所知，尤爾根·馮·貝克拉特和托比·威爾金森等埃及學家通常認為它是虛構的。 在2015年對古王國衰落的重新評估中，埃及學家赫拉奇特·帕帕齊安提出第七王朝是真實的，它由通常歸屬於第八王朝的國王組成。

## 歷史資料的隱喻解釋
基於阿弗里卡努斯（約160-240年）和優西比烏（約260-340年）現已失傳的著作，它們本身基於埃及祭司曼涅托（公元前3世紀）現已失傳的作品，拜占庭學者喬治·辛克盧斯（死於810年後）對第六王朝之後的時期——第七王朝——有不同的記述：70位國王在70天內統治（阿弗里卡努斯）或5位國王在75天內統治（優西比烏）。:395 根據馬內托，這些國王應該在孟菲斯統治。:396 這種國王的快速更替長期以來被解釋為混亂的隱喻，而非歷史現實。:395

## 存在主張
一些埃及學家，如帕帕齊安（2015年），:395 認為這種解釋可能過度重視馬內托的著作，並扭曲了學術界對古王國末期的一般理解。根據帕帕齊安（2015年），:395 "重新審視...第七王朝的存在，仍然完全合理"，一些通常歸屬於第八王朝中期的國王應該被理解為屬於第七王朝。由於有兩個額外的古代歷史資料以及考古證據的證實，第八王朝並不像第七王朝那樣模糊。因此，一些埃及學家將第七和第八王朝合併為一個統一的國王世系，在第六王朝之後立即統治。

## 統治者名單
第七王朝通常被認為是虛構的，因此現代學者要麼完全忽略它，要麼將其與第八王朝合併。埃及學家赫拉奇特·帕帕齊安在2015年提出，一些通常被視為屬於第八王朝中期、由阿拜多斯王表確認的統治者應該歸屬於第七王朝：:416
| 姓名                  | 阿拜多斯王表之外的證據 |
| --------------------- | ---------------------- |
| 傑德卡拉·謝邁         | —                      |
| 奈費爾卡拉·肯杜       | —                      |
| 梅倫霍爾              | —                      |
| 奈費爾卡明            | —                      |
| 尼卡拉                | 可能有圓柱印章證實。   |
| 奈費爾卡拉·特雷魯     | —                      |
| 奈費爾卡霍爾          | 有圓柱印章證實。       |
| 奈費爾卡拉·佩皮塞內布 | 都靈王表記載至少一年。 |
| 奈費爾卡明·阿努       | —                      |